# 蘭布勒島
蘭布勒島（英語：Rambler Island），是南極洲的島嶼，位於葛拉漢地，處於雷角以北14公里，屬於布拉格群島的一部分，根據英國研究隊繪入地圖，現時由南極條約體系管理。